# Luri (piève)
Luri est une ancienne piève de Corse. Située dans le nord-est de l'île, elle relevait de la province du Cap Corse sur le plan civil et du diocèse de Mariana sur le plan religieux.
La piève de Luri est le reliquat méridional du fief de San Colombano, un territoire plusieurs fois modifié relevant des seigneurs da Mare de 1249 à 1592.

## Géographie

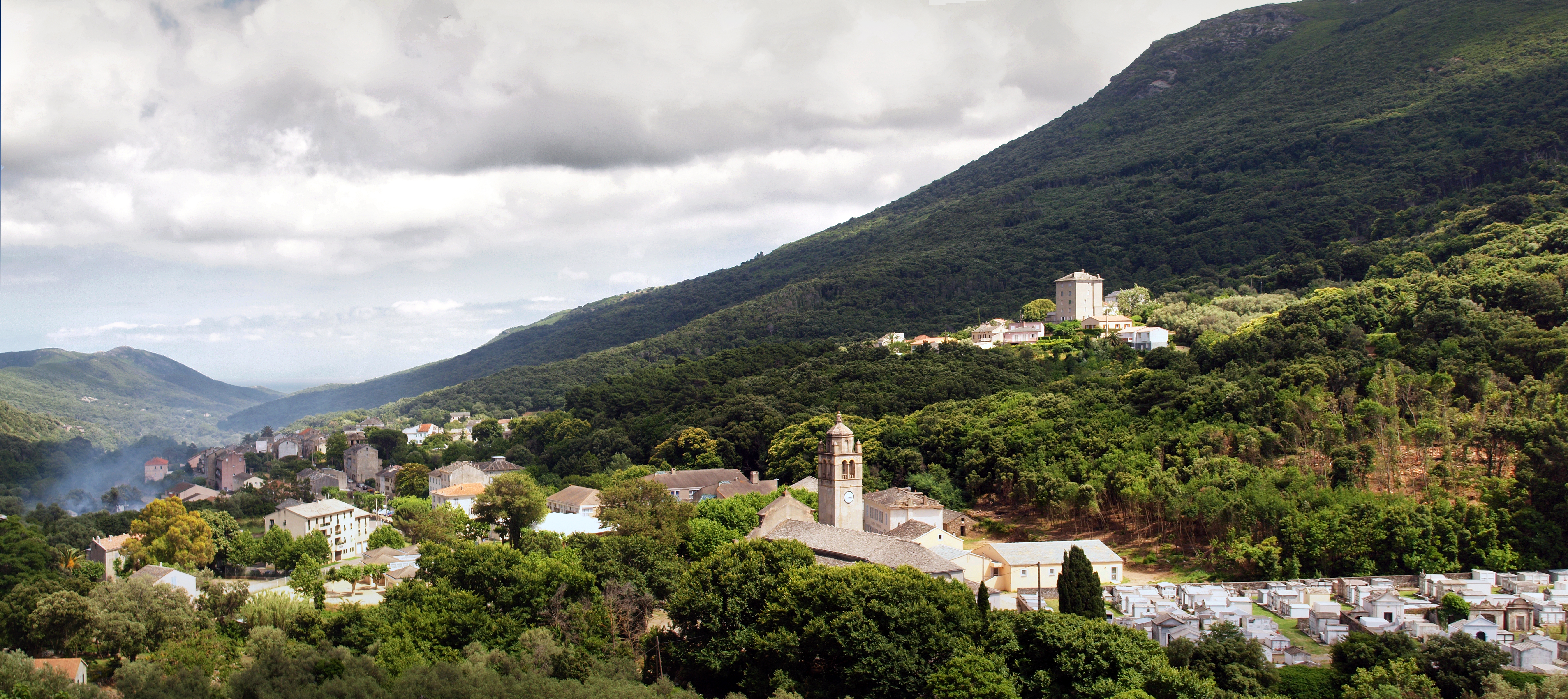
Vue sur Luri et sa vallée.

### Situation et relief
La piève de Luri occupait une position quasi centrale au sein du Cap Corse, s'étendant à la fois sur les rivages est et ouest de la péninsule.

### Constitution
La piève de Luri occupait tout le nord de la péninsule du Cap Corse. Elle correspondait au territoire des actuelles communes de :
- Cagnano ;
- Luri ;
- Meria ;
- Pino.

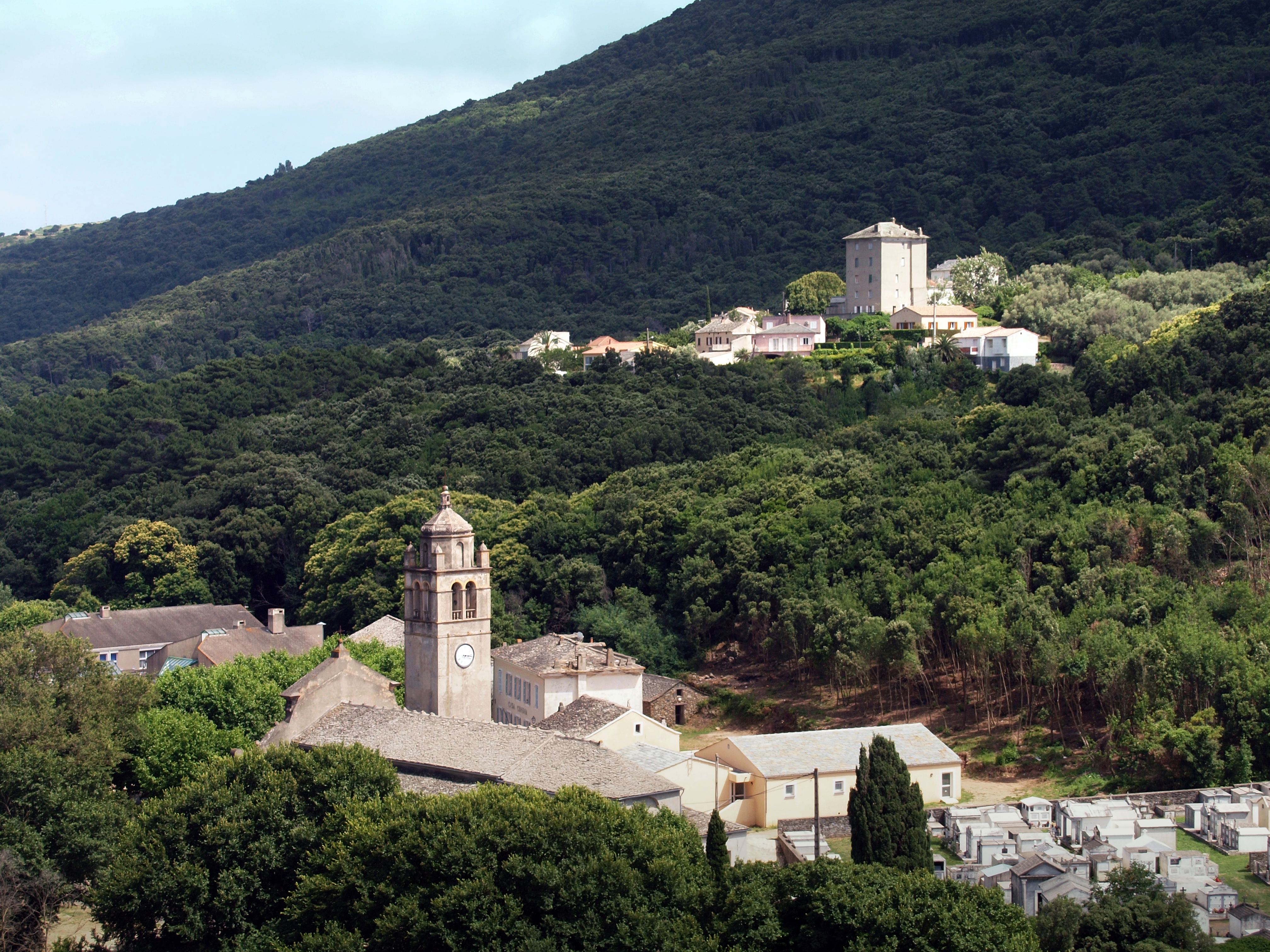
Luri.
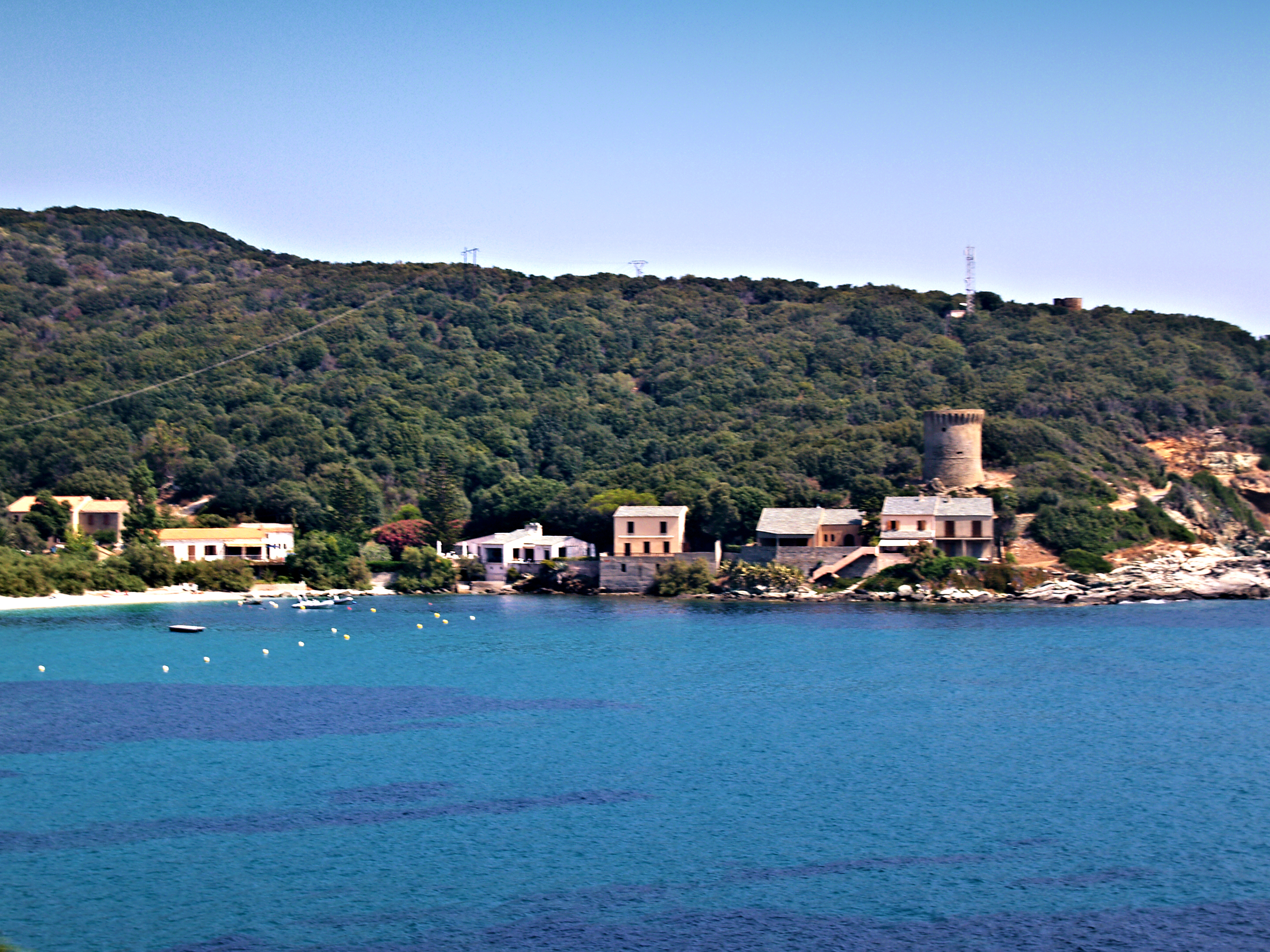
Meria.
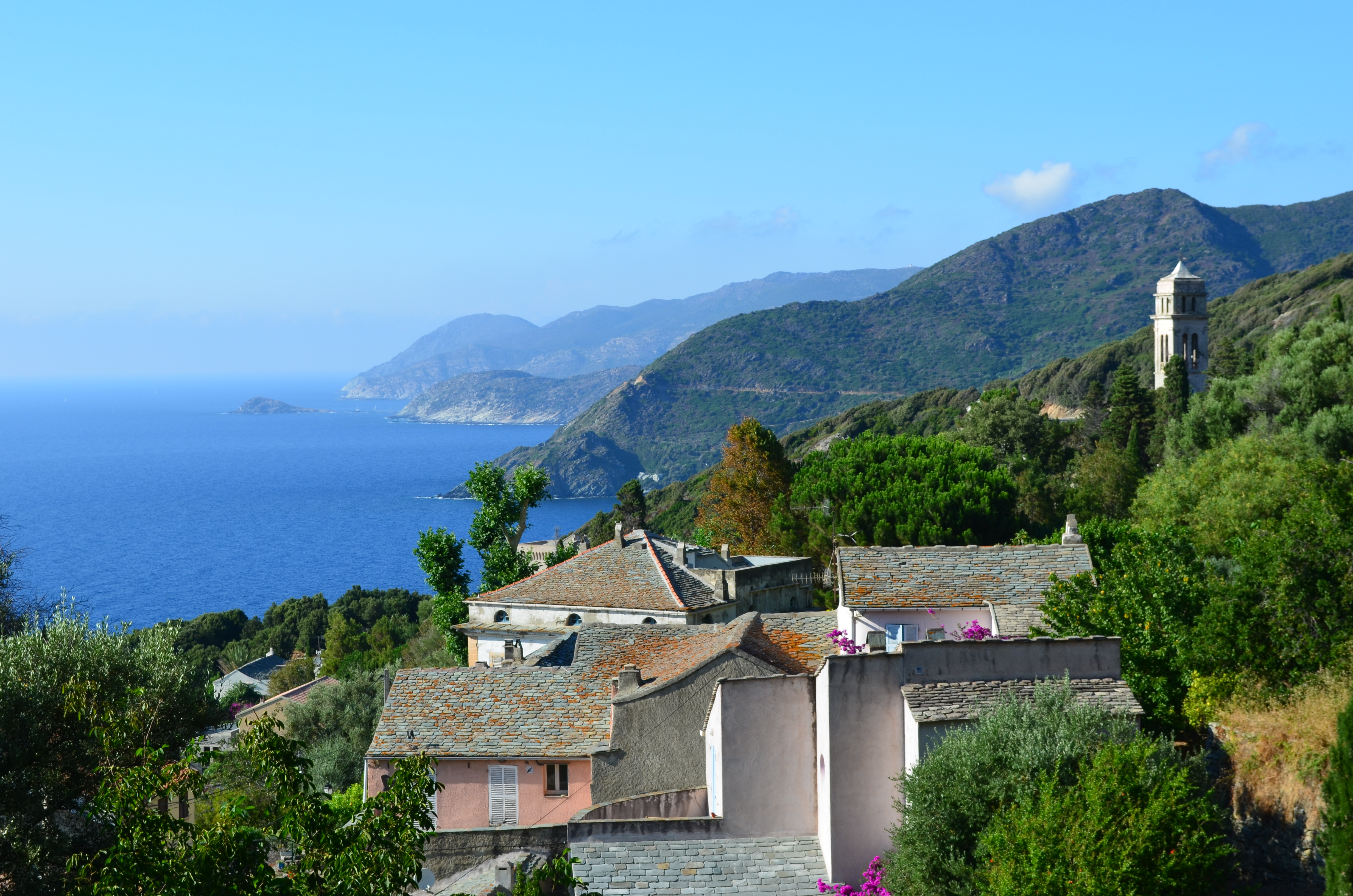
Pino.

Les pièves voisines de Luri sont :

## Histoire

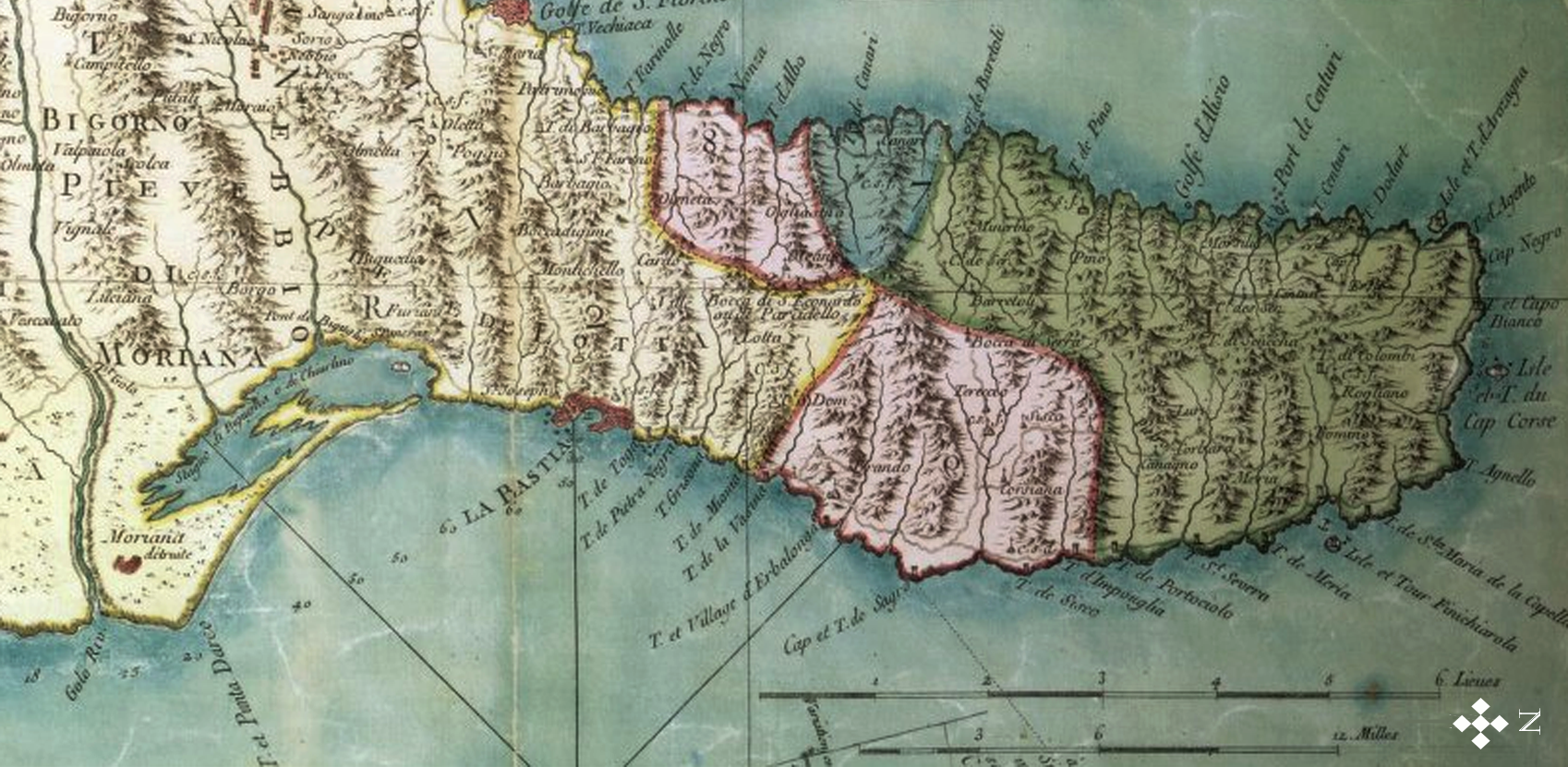
Le Cap Corse sur la Carte militaire de l'isle de Corse chez Le Rouge (A Paris) 1768

À l'origine chaque diocèse ne formait qu'une seule paroisse dont le curé était l'évêque. Au IIIe siècle le diocèse était subdivisé en pièves, calquées sur les pièves civiles. Ces structures civiles et religieuses subiront de nombreuses modifications, notamment au IXe siècle avec l'occupation sarrasine, puis en raison des incessantes invasions barbaresques.
Vers l'an 400, la Corse comptait une quinzaine de diocèses dont celui de Tamina (Tomino). L'évêque était Martino Tomitano, disciple de saint Paul de Tarse.
Vers 860, la féodalité apparaît avec une lente et anarchique reconquête sur les Maures et leur roi Ferrandino par Ugo Colonna, patricien romain nommé comte de Corse par le pape.
À l'époque de la navigation côtière, les Phéniciens (XVe siècle av. J.-C.), les Etrusques (Xe au VIe siècle), les Phocéens au Ve siècle av. J.-C., les Carthaginois aux IVe et IIIe siècles av. J.-C., ont dû trouver dans le Cap des points d'escale ou de refuge et se rendre maîtres du pays qui commande le détroit italo-corse.

Les Romains s'installèrent à la place des Carthaginois sur nos côtes pour les ravager d'abord et les coloniser ensuite. Ils ont fortifié la marine de Centuri qui commande le détroit et ont mis le Cap en culture. La paix et la civilisation romaines firent connaître au pays une vie meilleure que celle de jadis. Selon Pline, Lurinum, centre administratif populeux, était l'une des 33 cités de la Corse romaine, Aurélianus vicus (aujourd'hui Rogliano) un pagus, Centurium, un oppidum. Au IIe siècle dans sa géographie, Ptolémée cite en outre les ports de Macinaggio, Finocchiarola et la cité de San-Colombano. 

« On aperçoit encore de nos jours, les ruines de l'ancien Aurélianus des Romains à Yageto (de yagere : gésir), Montana, Casersa (maison du bord) ; on reconnaît l'emplacement des églises San Sisto à Tugno, St Roch à Yageto, San Giorgio et Ste Marie la Chiappella construites peut-être dès les premiers siècles de l'ère chrétienne et on appelle encore « strada romana » le chemin qui va de Centuri à Rogliano par San Colombano. »

— Marien Martini in Monographie régionale : la piève de Rogliano - Bulletin de la société des sciences historiques et naturelles de la Corse nos  437-440, p. 143
Après la destruction de l'Empire romain, le Cap vécut dans la crainte des descentes sarrasines pendant plus de quatre siècles. Selon la tradition orale, l'ancien Origliano aurait été détruit par les barbares. Ceux qui ont échappé au massacre des envahisseurs, devaient se donner un protecteur et un maître local. Les premiers seigneurs du Cap furent des aventuriers romains, vainqueurs des Maures. Despotes et cruels, ces seigneurs s'exterminèrent entre eux.

### Le fief de San Colombano

#### Origines
Vers 860, la féodalité apparaît avec une lente et anarchique reconquête sur les Maures et leur roi Ferrandino par Ugo Colonna, patricien romain nommé comte de Corse par le pape.
L'ensemble des structures civiles et religieuses du Cap a subi de nombreuses modifications au cours des siècles, en raison du dépeuplement causé surtout par l'occupation sarrasine au IXe siècle et les incessantes incursions barbaresques. Fuyant le rivage, les habitants s'établissent autour de la cité de San Colombano, à l'endroit où se trouvent les hameaux actuels de Magna. Après le départ des Maures, les féodaux s'installent mais se disputent les territoires qui changent souvent de seigneurs.
Le nord-est de la Corse est reconquis par Oberto, un descendant de Boniface II de Toscane (fondateur de Bonifacio). Oberto est l'ancêtre des Malaspina et des Obertenghi, donc des lignées du marquis Guglielmi di Cortona dit « Cortinco » ancêtre des Cortinchi qui élèveront 40 châteaux dans l'île, avec le concours de plusieurs nobles dont :
- le génois Ydo ou Ido chef des Peverelli, seigneurs d'Olcani à La Chiappella (pievi civiles) jusqu'en 1082,
- les cousins des Peverelli :
- Avogari (mot lombard signifiant avoués) n'étaient seigneurs que de Nonza et Olmeta (pievi civiles) jusqu'en 1109 ;
- Da Campo di Luri seigneurs de Luri à Rogliano (sans la Chiappella), soit les pievi civiles de Luri, Meria, Tomino et Rogliano, jusqu'en 1250 ;
- Della Suere (ou Della Suare) seigneurs de Cagnano jusqu'en 1197.
- De 1130 à 1198, les seigneurs Peverelli, les Da Campo di Luri et les Della Suere se partageaient le nord du Cap.
- 1198, les Avogari chassent les Peverelli et les De Suere de leur seigneurie, intégrant leurs territoires dans leur fief.
- 1248, survient Ansaldo Da Mare qui occupe la partie nord-ouest du Cap qui appartenait aux Avogari. Ces derniers verront leur fief divisé en deux : la Chiappella au nord-est du Cap, et la partie sud du Cap, séparées par le fief des seigneurs de Luri.
- 1350 - Quatre fiefs occupaient le nord du Cap : Centuri, Morsiglia, Pino et surtout San Colombano. Mais en 1438, et ce jusqu'en 1536, ne subsistera que le fief de San Colombano.
- 1641 - Gênes achète les droits de Paul de Gentile (petit-fils de Barbara) sur le nord du Cap Corse.

De la fin du IXe siècle à 1249, le fief qui s'étendait sur les pievi de Rogliano, Tomino, Meria et Luri, incluant par moments Cagnano fief des seigneurs Delle Suere, appartenait aux seigneurs Da Campo di Luri, lesquels seront mis sous tutelle des Avogari en 1198.
En 1249, les Avogari cèdent le nord du Cap Corse à l'amiral génois Ansaldo Da Mare. Celui-ci achète les droits d'Aldrovrando seigneur de Campo di Luri.
En 1592, profitant du désaccord des héritiers de Barbara da Mare décédée en 1582, le gouverneur génois Augustin Doria s'empare du fief et place le Cap Corse sous tutelle directe de l'administration génoise. Le fief de San Colombano qui comprenait toute la partie septentrionale du Cap Corse devient la province du Cap Corse.
Les Cap Corsins vécurent sous le régime populaire. Pour les gouverner ils firent appel à des Pisans ou à des Génois.

#### Les seigneuries

##### Les Peverelli
Un Peverelli de Gênes vint ainsi se fixer à San Colombano pour administrer la pointe du Cap jusqu'à la marine de Pietra Corbara. Vers le milieu du XIe siècle, il se rendit maître du pays qu'il était chargé de gouverner et se fit haïr par les populations qui demandèrent du secours au pape Grégoire VII. La sage administration de son légat Landolphe rendit l'île prospère. C'est durant cette époque de calme et de relative prospérité que fut sans doute construite, dans ce lieu caché et à proximité des agglomérations où s'étaient réfugiés les habitants de l'ancien Origliano, l'imposante église piévane de San Damiano, sans décoration. En 1082, aidés par Gênes, les Peverelli prennent le Sagro aux Delle Suere.

##### Les Avogari
Cousins des Peverelli, les Avogari (mot lombard signifiant avoués) n'étaient seigneurs que de Nonza-Olmeta jusqu'en 1109. Dès 1109, soutenus par Pise, les Avogari enlèvent aux Peverelli Olcani, Brando, Sisco, Pietracorbara, et attribuent des Statuts à leurs vassaux. 1167 - Pise ravage le fief des Peverelli et aide les Avogari à annexer Canari et Ogliastro. 1197 - Les Avogari entrent dans l'albergo Gentile et deviennent' Avogari-Gentile. Ils s'emparent du fief des Peverelli dont la Chiappella (ils ne conservent que Capraia), du fief des Delle Suere (Cagnano) et imposent leur tutelle aux Da Campo di Luri. 
1246 - À la suite des luttes acharnées qu'il livra aux seigneurs de Nonza, les Peverelli durent se réfugier à Gênes où ils vendirent leurs prétendus droits sur San Colombano à Ansaldo da Mare,

##### Les Da Mare
Au XIIe siècle, à la suite des luttes acharnées qu'ils livrèrent aux seigneurs de Nonza, les Peverelli durent se réfugier à Gênes où Agostino Peverelli vendit leurs prétendus droits sur San Colombano à Ansaldo da Mare, amiral génois au service de Frédéric II, roi de Sicile. Ansaldo débarqua au Cap, refoula les Avogari au-delà de Barrettali et s'établit à San Colombano où il fit construire un château redoutable. En 1248 Ansaldo da Mare reprend le nord-ouest du Cap (Ersa-Giottani) aux Avogari ; en 1249 il annexe Cagnano et achète les droits d'Aldovrando seigneur de Campo di Luri ainsi que les droits des Avogari sur La Chiappella.
Du XIIe et XIVe siècles, la famille da Mare gouverna la seigneurie de San Colombano qui comprenait les communautés d'Origliano, Tomino, Arsia, Centuri, Morsiglia, Pino, Luri, Barrettali, Locagnano, Meria et l'île de Capraia. Isolé du reste de l'île, le fief eut moins à souffrir des luttes qui désolèrent pendant tout le Moyen Âge la plupart des autres régions de l'île. Placé sous la menace directe et constante de toute puissance maritime, dominé par une maison génoise, il a joué dans la lutte acharnée que Gênes livra à Pise d'abord, à la féodalité corse ensuite, le rôle politique et militaire que sa géographie lui imposait.

C'est sur les seigneurs du Cap que Gênes s'est toujours appuyée pour combattre Giudice Della Rocca, Arrigo Della Rocca et Vincentello d'Istria enrôlés sous la bannière aragonaise et Rinuccio de Leca, Jean-Paul de Leca, Rinuccio Della Rocca, résistants féodaux à la tyrannie de l'Office de Saint Georges. Mais le Cap ne fut envahi qu'en 1280 et 1554.
Après la guerre contre Giudice, la famine qui lui succéda et la peste de 1348, le peuple se révolta contre la féodalité. En 1360, le mouvement communal qui illustra Sambucucciu d'Alandu, déposséda les seigneurs du Cap qui se retirèrent dans le hameau du Borgo, situé au pied du château. Cette révolution
ne détruisit que les tours des fils d'Ansaldo et conserva le château de San Colombano.

##### Château de San Colombano

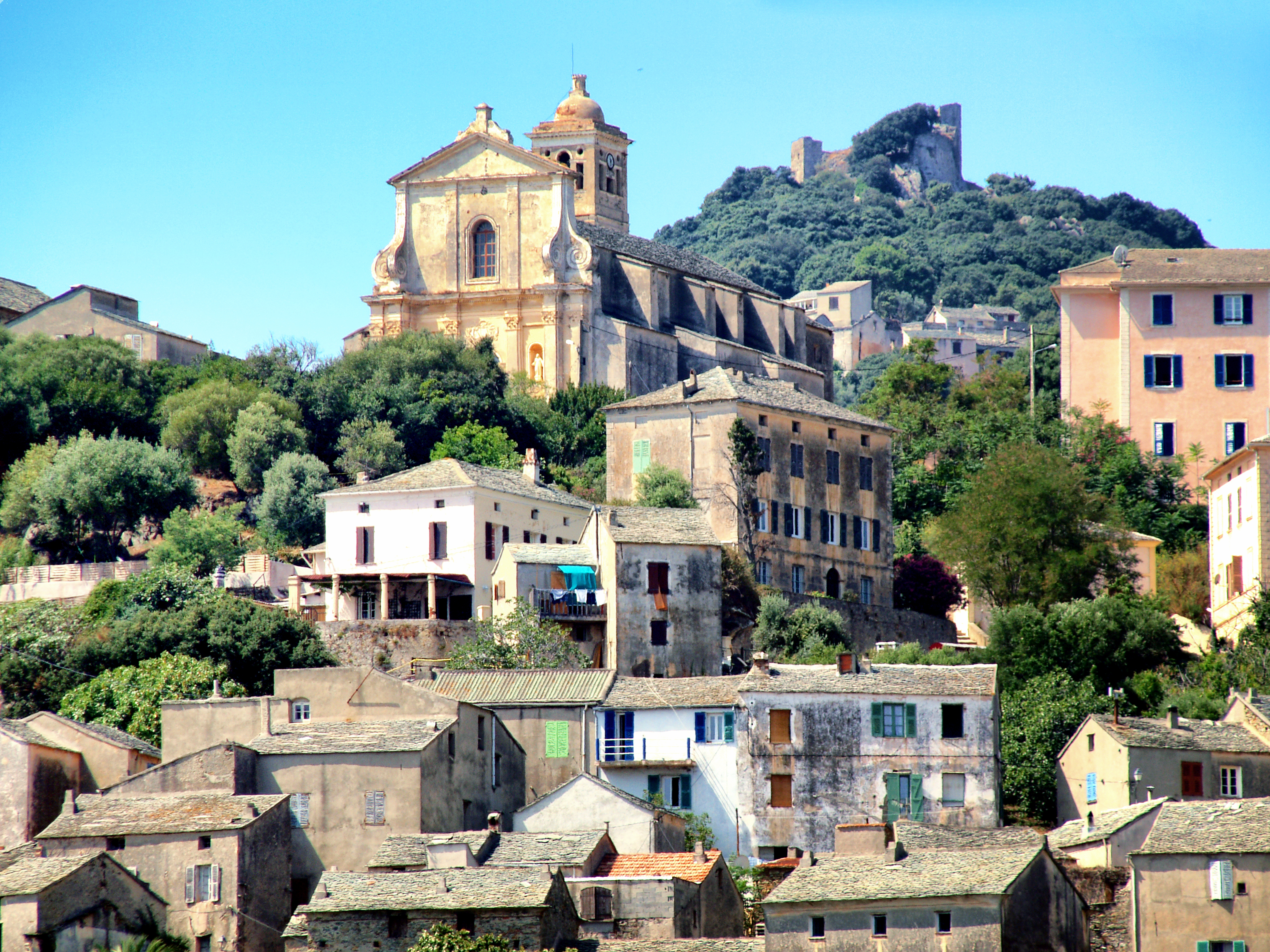
L'église Sant'Agnello et le Castello San Colombano

Pour mieux combattre les seigneurs, la Commune de Corse fit appel à la Commune de Gênes. Celle-ci mit au château San Colombano un gardien à sa solde, mais comme le gouverneur génois ne le payait pas, il accepta 700 lire de Colombano Da Mare qui redevint ainsi propriétaire du château. Il s'y maintint malgré une attaque de Paganello de Vescovato envoyé du gouverneur Lomellino. Instruit par les événements, Colombano octroya une charte à ses vassaux, leur fit prêter serment et se fortifia sur le port de Centuri où il installa son frère, le bâtard Crescione. La seigneurie resta alors étrangère aux inimitiés qui désolèrent l'île, et, en 1430, Simon da Mare se trouvait en situation de vaincre Vincentello d'Istria. Simon da Mare essaya même d'établir sa domination sur toute l'île. Il se fit élire gouverneur de Corse par une assemblée de caporaux, mais, combattu par le comte Paolo Della Rocca, par certains caporaux qu'il avait mécontentés et malgré une alliance avec le génois Montalti, il dut se retirer à San Colombano où il eut la douleur de se voir déposséder par ses fils et enfermer dans le château de li Motti.

Victimes de leurs querelles intestines, ceux-ci furent à leur tour dépouillés par Janus de Campofregoso, Génois qui rêva un moment de placer la Corse sous l'autorité de sa famille. Pierre Da Mare ne rentra en possession de son fief que grâce à l'appui du gouverneur génois Montalti. L'anarchie et la misère étaient alors effroyables. Les Corses se donnèrent à l'Office de Saint Georges. La maison Da Mare fit promesse de vassalité à l'Office par un acte de 1453, renouvelé en 1454 et 1483. Mais bien qu'elle eût combattu Raphaël de Leca, gendre de Simon Da Mare, et qu'elle eût refusé son appui à Rinuccio Della Rocca, gendre de Jacques Da Mare, celui-ci n'en fut pas moins assiégé par l'Office dans ses châteaux de San Colombano et de li Motti, dépossédé de l'île de Capraia (1506) et même emprisonné à Gênes pour s'être vanté de faire payer 20 000 écus aux marchands génois qui venaient pêcher le corail sur les côtes de sa seigneurie.
La féodalité vaincue, le peuple corse lutta lui-même pour son indépendance. Il s'enthousiasma pour Sampiero Corso, qui, avec l'appui des Français d'abord, tout seul ensuite, chercha à délivrer son pays des Génois. Dans cette guerre nouvelle, les Français devaient rechercher l'alliance de Giacomo Santo da Mare, le plus puissant seigneur de l'En-deçà. Le Cap avait en effet moins souffert que les autres pievi de la guerre avec l'Office de Saint Georges, de la famine qui sévit de 1502 à 1508, et de la peste qui désola l'île en 1525, 1528 et 1530 .
Giacomo Santo était bien contraint par les traités de rester fidèle à Gênes, mais la flotte de l'amiral La Garde était devant Macinaggio, et l'assemblée des notables réunie au château décida que le Cap-Corse devait épouser la cause des Français et de l'indépendance. Giacomo Santo confia la garde du château à son cousin Jacques Negrone et s'embarqua avec son gendre Pierre-Jean Negrone à bord du vaisseau amiral qui les conduisit à Saint Florent. Pendant que Giacomo Santo guerroyait dans l'île, La Garde s'était laissé enlever la maîtrise de la mer. Le domaine des Da Mare retomba aux mains des Génois et le château de San Colombano ne résista pas à une attaque de leur artillerie ; il se rendit le 3 mai 1554 et fut démantelé. Les Génois vindicatifs ravagèrent le pays, dépossédèrent ceux qui avaient épousé la cause des Français, donnèrent leurs biens à leurs adhérents et emmenèrent Jacques Negrone en captivité.
En 1556, les seigneurs rentrent de captivité ; le vassal doit contribuer à la construction du « Castello », nouvelle demeure seigneuriale. En 1574, Barbara da Mare, veuve Negrone-Doria, installée dans la tour du couvent, prend pour gouverneur un Génois du nom de Procurante. Pour accroître l'autorité seigneuriale et augmenter ses revenus Procurante dépasse souvent ses droits et étouffe les plaintes de ses victimes en prenant un décret qui rendait ses sentences exécutoires sans appel. Il fut l'un de ces tyrans « che hanno fatto piangere mezza Corsica ». Agostino d'Ortinola l'assassina dans la tour du couvent.
Au XVIIe siècle, le pays est le témoin d'une longue suite de procès. Les héritiers Da Mare, Negroni, Doria, Gentile se disputent la possession de la seigneurie que finalement Paul Gentile vend en 1641 à la république de Gênes pour 105 000 lire.
En 1592, le gouverneur génois Augustin Doria s'empare du fief et place le Cap Corse sous tutelle directe de l'administration génoise. Le fief de San Colombano qui comprenait toute la partie septentrionale du Cap Corse, devient la provincia di CapoCorso. Rogliano, capitale de la seigneurie, devient alors chef-lieu de la province du CapoCorso qui s'étendait jusqu'à Bastia. Le lieutenant du gouverneur réside dans la tour du Couvent et rend la justice au civil et au criminel. Celle-ci, dite "Tour de Barbara", est aujourd'hui habitée par l'écrivain François de Negroni, descendant en ligne directe d'Ansaldo da Mare, le fondateur de la seigneurie.
Jusqu'en 1592, San Colombano est le centre du fief Da Mare de San Colombano di Rogliano (ou San Colombano d'Augliani), fief génois le plus important du Cap Corse. La « Tour du Cap » à Vignale (Rogliano), ou la Tour de Barbara Da Mare dite encore « Torre San Colombanu », a servi de siège au gouvernement du fief de San Colombano que se partageaient Barbara Da Mare et Jacques de Negroni.

### La piève civile
Vers 1600, la piève de Luri était composée des communautés suivantes :
- Barrettali, environ 300 habitants, lieux habités vers 1520 : Conchilio, le Brachelle, Le Case Nove, lo Petricagio, Balsia, , la Torre, lo Feno, le Mascaragie, Caselucchie, Novella ;
- Cagnano, environ 400 habitants vers 1600 ;
- Centuri, environ 700 habitants vers 1600 - Lieux habités : Trello, Bovalo, le Merlacce, Lorche, la Casanova, Ortinola, Orneto, Camera, le Casevecchie, le Camelle ;
- Ersa, environ 400 habitants vers 1600. Lieux habités: la Boticella, Arsia, la Casanova, lo Cocinco, lo Poggio, Fresia, lo Granagiolo, Gioria, lo Suverto ;
- Luri, environ 1 000 habitants vers 1600
- Meria, environ 350 habitants vers 1600 ;
- Morsiglia, environ 500 habitants vers 1600 - Lieux habités : Mocchiete Baragona, lo Pruno, le Jovanaccie, le Pecorile, le Pilosagie, li Stanti, Aquamorsiglia ;
- Pino, environ 450 habitants vers 1600 - Lieux habités: Medemo, Lalconese, lo Casugio, lo Monticello, le Rapaldaccie, le Chioggie, li Covili ;
- Rogliano, environ 800 habitants vers 1600 ;
- Tomino qui avait pour lieux habités : Tomino, le Mamollacie, la Valle, lo Stoppione, la Costa.

À partir de 1620, la piève de Luri se confond avec la province du Cap Corse, le reste de la microrégion étant occupé par les fiefs de Brando, Canari et Nonza, qui ne seront intégrés à la province qu'à l'arrivée des Français en 1768.
En matière de justice, le Cap Corse n'a plus que 5 pièves judiciaires : Canari, Barrettali, Luri, Tomino et Sisco. À la tête de chaque piève est un « auditeur » dont le rôle est celui d'un juge de première instance. Le tribunal provincial compétent est celui de la Tour du Cap à Rogliano, tour qui fut aussi la résidence des gouverneurs génois et le centre de la provincia civile di Capocorso.
Au XVIIIe siècle, la piève de Luri avait pour lieux habités : Ersa 604. Centuri con 4. Uille 501. Rogliani con 5. 1705. Morsiglia 539. Tomino 624. Meria 405. Cagnano 535. Luri 996. Barettoli 533. Pino 489.
En 1762 eut lieu une "consulte" à Luri, où les responsables du Cap Corse décidèrent seulement alors de se rallier à Pascal Paoli. Luri disputa à Rogliano le titre de capitale du Cap Corse, mais c'est cette dernière communauté qui fut choisie. Paoli reprocha aux 17 hameaux de Luri d'être trop éloignés les uns des autres et choisit Rogliano pour chef-lieu de la province.
Avec le passage de l'île sous administration française en 1768 puis la conquête militaire en 1769, le découpage de l'île en pièves subit quelques modifications. En 1788, la piève de Luri perd les communautés de Meria, Rogliano et Tomino qui constituent l'éphémère piève de Rogliano.
1789 : avril, la Corse compte 11 juridictions royales (Aiacciu, Aleria, Bastia, Bonifaziu, Calvi et Balagna, Capicorsu, Corti, A Porta d’Ampugnani, Nebbiu, Sartè, Vicu) et 65 pievi. La province du Cap Corse est supprimée. Le Cap Corse qui est divisé en 4 cantons, est réuni à Bastia, Rogliano perdant son tribunal.
1790 : 26 février, par décret la Corse qui était divisée en onze juridictions royales est partagée en neuf districts (ex-juridictions) : Bastia, Oletta, A Porta, Cervioni, Corti, l’Isula Rossa, Aiacciu, Tallà et Vicu. Le district est partagé en cantons (ex-pièves), le canton en communes.
La piève de Luri, toujours privée de Meria, Rogliano et Tomino, devient le canton de Luri.
1793 : Le découpage cantonal est à nouveau modifié. Le territoire de l'ancienne piève de Luri correspond désormais à celui de deux nouveaux cantons :
- canton de Capobianco formé avec Centuri, Ersa, Morsiglia, Rogliano et Tomino ;
- canton de Seneca formé avec Barrettali, Cagnano, Luri, Meria et Pino.

À partir de 1812, les morts qui étaient depuis 1130 inhumés autour et dans les églises (arca), le seront dans un cimetière ouvert par chaque paroisse.

### La piève religieuse
Capitale politique et judiciaire, Rogliano était aussi un centre religieux. Les paroisses de Luri, Pino, Cagnano, Meria, Tomino, Morsiglia, Centuri, Ersa dépendaient du vicariat forain de Rogliano.
Sa population était alors une des plus importantes et des plus denses de l'île. La Relation de la première visite de Mgr Marliani en 1646 lui donne 244 feux et 1 500 âmes avec 744 feux et 4 040 âmes dans la piève. Elle produisait du vin, de l'huile, des figues, des « mochi », des cabris et même un peu de blé, d'orge et de lin. Le pays n'avait que de mauvais sentiers et la voie de la mer était la plus commode et la plus usitée. C'est celle que l'évêque emprunta pour se rendre de Bastia à la plage de Sta Severa et de Pino au rivage de Morsiglia. Pour ses tournées à l'intérieur il fut obligé de faire venir des chevaux de Bastia. Déjà, à cette époque, le marin était plus favorisé que le cultivateur, car l'évêque note les patrons de barque comme à peu près les seules notabilités locales.
Au Moyen Âge, tout le nord du Cap Corse formait la piève de Luri avec une enclave, la piève de Santa Maria della Cappella (ou della Chiappella), détenue par l'abbé de la Gorgone. Ces pièves relevaient de l'évêché de Mariana.
Tyrannisé, pauvre, le Cap Corsin devait encore contribuer à la construction d'une foule d'édifices religieux : église de Sant' Agnello, commencée en 1510 ; confrérie laïque après 1578 ; couvent de Saint-François, commencé en 1520, agrandi après 1578  et 1720 ; couvent d'Ersa ; couvent de Centuri et Morsiglia ; construction d'un oratoire par hameau ! Il doit satisfaire en même temps les besoins d'un clergé nombreux, peut-être moins « avide et mendiant » que celui de l'intérieur de l'île, « digne tout juste, dit Filippini, de vendre son âme au diable ».

« La paroisse de Morsiglia avait un revenu de 600 lire constitué par 40 ou 50 barils de vin provenant des biens de l'église, 10 barils provenant des prémices et par les « incerti » (environ 100 lire ; Rogliano 200 lire). Ce qui met le baril de vin à 8 ou 10 lire. »

— Marien Martini in Monographie régionale : la piève de Rogliano - Bulletin de la société des sciences historiques et naturelles de la Corse nos 437-440, note de bas de p. 152
Au XVIIe siècle, le territoire de l'ancien fief de San Colombano comportait deux pièves religieuses, relevant du diocèse de Mariana :
- la piève de Tomino[Note 5] était composée des paroisses d'Arsia, Barcaggio, A Chiappella, Rogliano et Tomino[8]. Le piévan de Tomino était nommé par les Chartreux de Pise. L'église paroissiale San Nicolao (San Niculaiu), édifice baroque du XVIIe siècle, remanié au XVIIIe siècle, a été construite en remplacement de l'église primitive ruinée, datant du XIIe siècle[9], érigée en piève dans le courant du XIIIe siècle[10] ;
- la piève de Luri, composée des paroisses de Centuri, Morsiglia, Pino, Meria, Cagnano et Luri, le chef-lieu de la pieve.

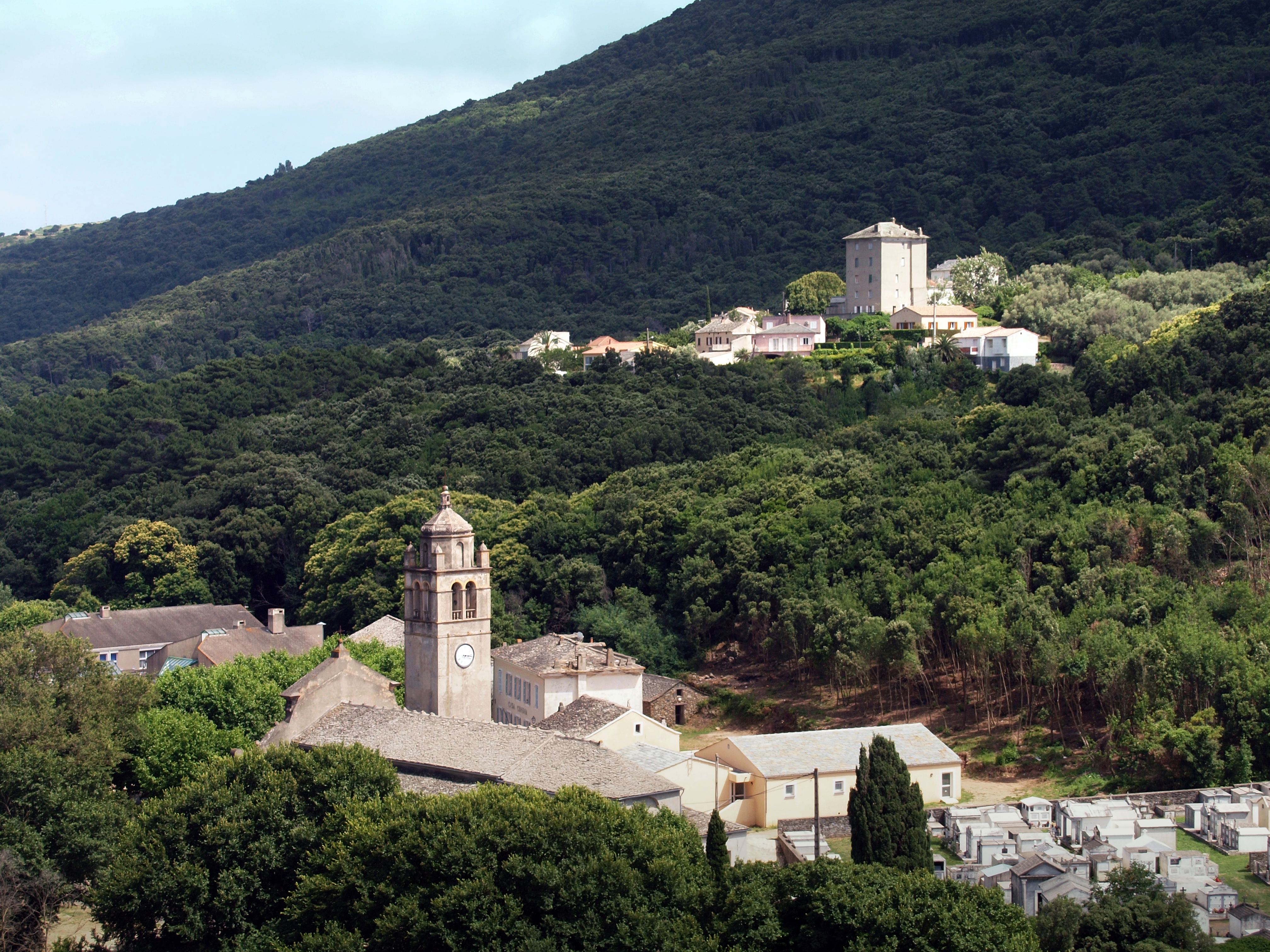
L'église Saint-Pierre-de-Piazza

Dans des temps plus anciens, chaque communauté du Cap Corse constituait une piève religieuse à part entière. Piazza aujourd'hui le centre communal de Luri, était la piévanie, la paroisse principale. Le quartier Santu Petru encore appelé de nos jours Pieve, renferme une église San Petru è San Paulu (Saints-Pierre-et-Paul) édifiée au XVIIe siècle sur l'emplacement d'un sanctuaire du IXe siècle, en remplacement d'un sanctuaire paléochrétien.
La grande église San Petru è San Paulu de style classique qui s'élève aujourd'hui au hameau de Pieve a très certainement remplacé au même endroit les églises piévanes primitives selon Geneviève Moracchini-Mazel. De style baroque classique, l'église qui est inscrite Monument historique, renferme des œuvres classées.
En 1751, l'église est érigée en collégiale par le pape Benoît XIV. Le curé porte alors le titre d'archiprêtre. En 1793, la collégiale est supprimée.